# Auxilium Pallacanestro Torino 1993-1994
La Auxilium nel 1993-1994 ha giocato in Serie A2.

## Roster
|   | Naz.                          | Ruolo | Sportivo            | Anno | Alt. | Peso | Note |
| - | ----------------------------- | ----- | ------------------- | ---- | ---- | ---- | ---- |
| 4 | Italia (bandiera)             | G     | Alessandro Abbio    | 1971 | 193  | 85   |      |
|   | Italia (bandiera)             |       | Gabriele Casalvieri |      |      |      |      |
|   | Stati Uniti (bandiera)        | AG    | Howard Wright       | 1967 | 203  | 100  |      |
|   | Italia (bandiera)             | P     | Luca Iacomuzzi      | 1972 |      |      | .    |
|   | Italia (bandiera)             | C     | Cristiano Masper    | 1973 | 207  | 102  |      |
|   | Italia (bandiera)             | G     | Sandro Trevisan     | 1973 | 190  |      |      |
|   | Italia (bandiera)             | AC    | Paolo Prato         | 1973 | 204  |      |      |
|   | Italia (bandiera)             | AC    | Luca Silvestrin     | 1961 | 205  |      |      |
|   | Rep. Centrafricana (bandiera) | AC    | Richard Bella       | 1967 | 204  | 105  |      |
|   | Italia (bandiera)             |       | Fabrizio Valente    |      |      |      |      |
|   | Italia (bandiera)             | P     | Marco Mian          | 1970 |      |      |      |

### Staff tecnico
Capo allenatore:   Federico Danna poi Dido Guerrieri
Assistente allenatore:   Romeo Sacchetti
Medico: Roberto Carlin

## Risultati
- Serie A2:
- stagione regolare: 5ª classificata;
- play out promozione': 4ª classificata;